# Basílica de Vierzehnheiligen

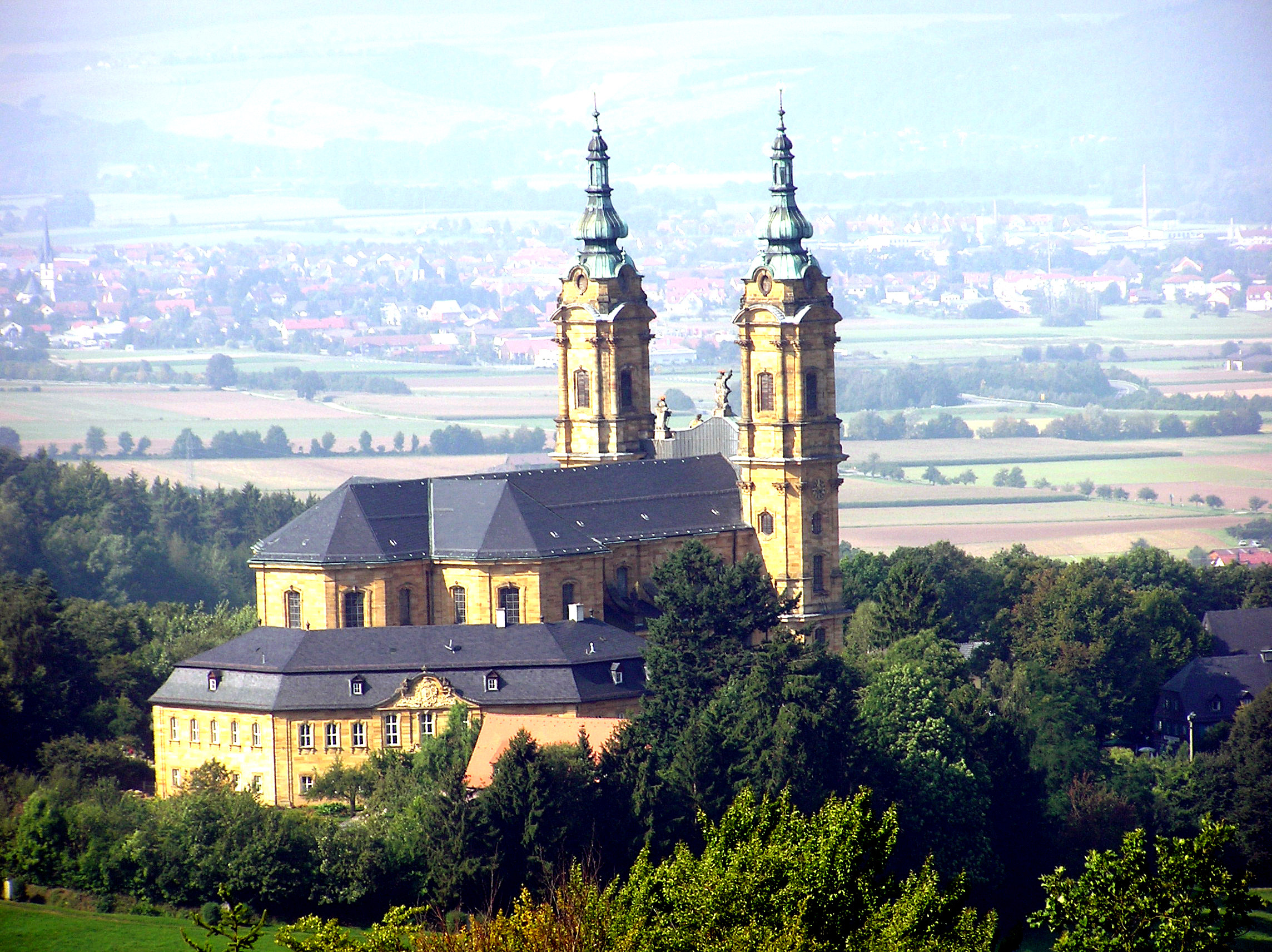
Basílica de Vierzehnheiligen

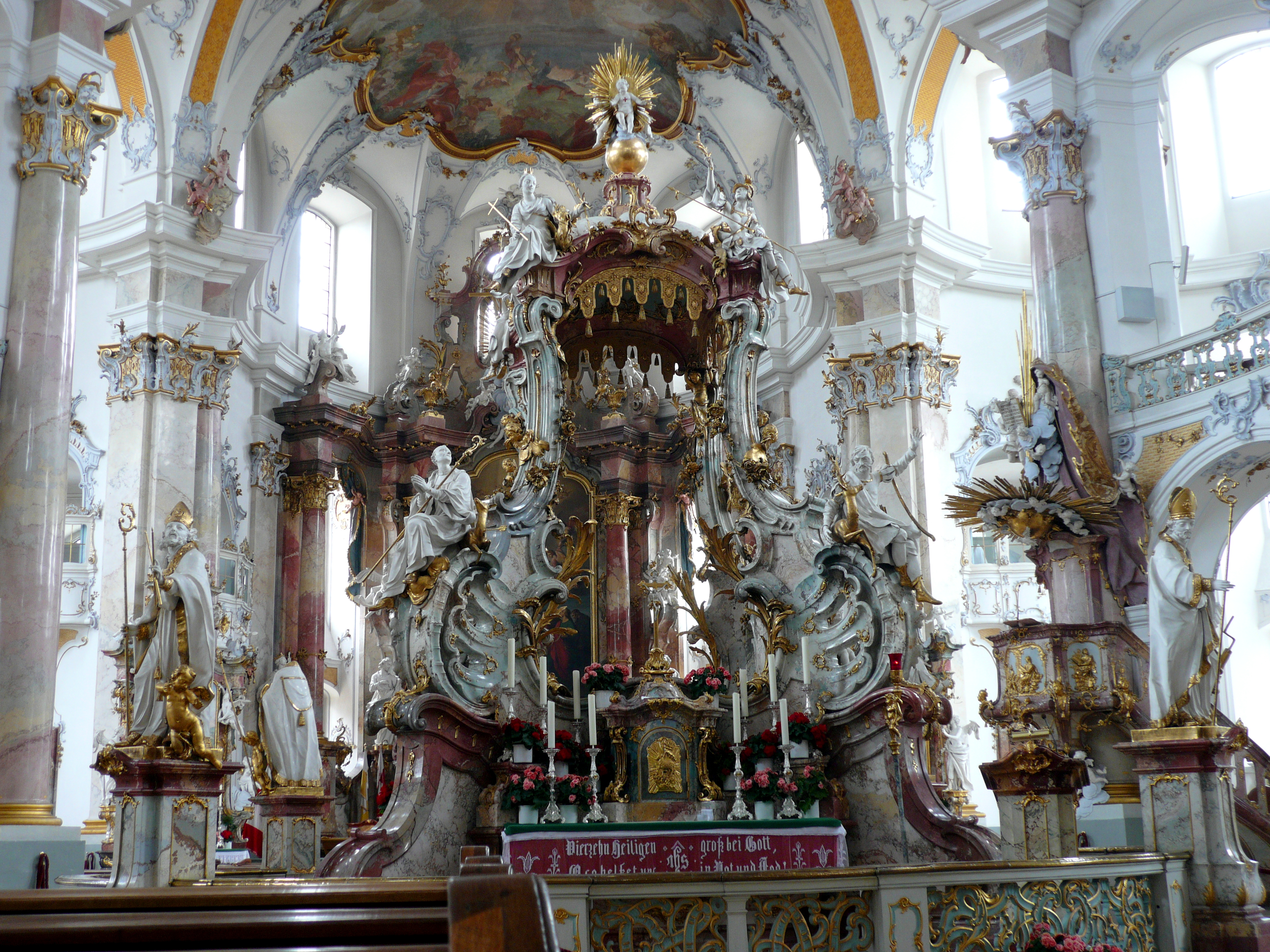
Altar

La basílica de Vierzehnheiligen próxima a Bad Staffelstein, es una de las iglesias católicas más conocidas de la Alta Franconia (Alemania). Fue construida por Johann Balthasar Neumann y dedicada a los 14 santos intercesores (llamados los Santos auxiliadores). Es visitada, cada año, por más de un millón de personas.

## Historia de la Peregrinación

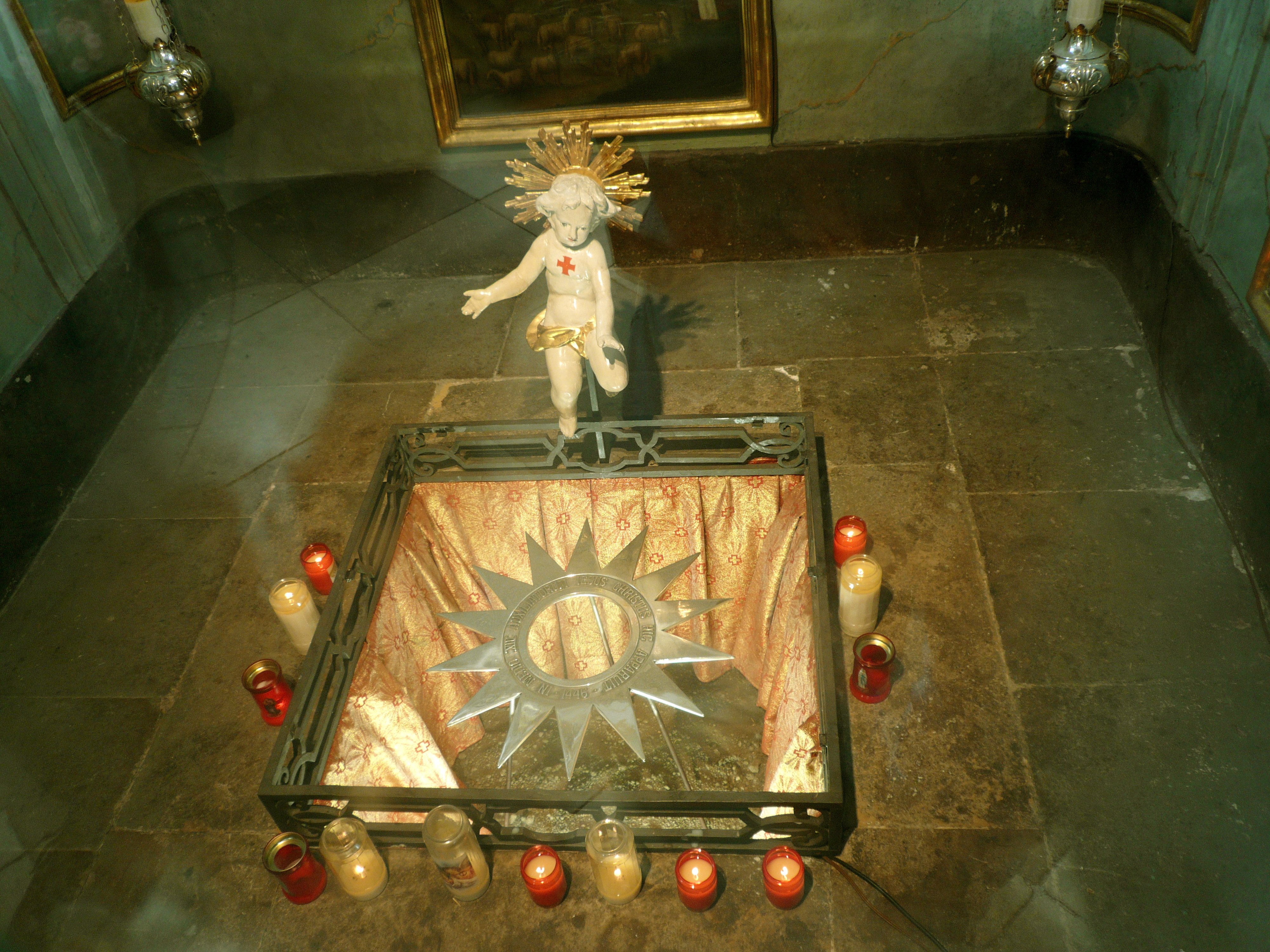
Interior de la basílica, donde dicen que Jesús se apareció en 1446.

El 24 de septiembre, un joven pastor del monasterio franciscano, Hermann Leicht, vio a un niño que estaba llorando en un prado cercano al monasterio cisterciense de Bad Staffelstein, cerca de Bamberg. Mientras pensaba en si se aproximaba o no a él, el niño, sorprendentemente, desapareció. Un poco más tarde, el niño volvió a aparecer en el mismo lugar con una vela a cada lado de su cuerpo. En junio de 1446, el niño se le apareció al pastor por tercera vez; en esta ocasión se veía una cruz roja sobre su pecho e iba acompañado por otros trece niños. El niño se dirigió al pastor diciéndole: «Nosotros somos los catorce intercesores y queremos que se construya aquí una iglesia en nuestro nombre.¡Si tú nos ayudas, nosotros te ayudaremos!». Poco después, el pastor vio cómo dos velas encendidas descendían del cielo y se posaban en ese lugar. Milagrosamente, también fue curado de unas heridas gracias a la intercesión de los catorce santos.
Los frailes franciscanos instalaron una capilla en el monasterio que, de inmediato, atrajo a los peregrinos. Un altar fue consagrado en 1448.
Las peregrinaciones a Vierzehnheiligen se siguen afectuando actualmente entre los meses de mayo a octubre.

## Historia de la iglesia

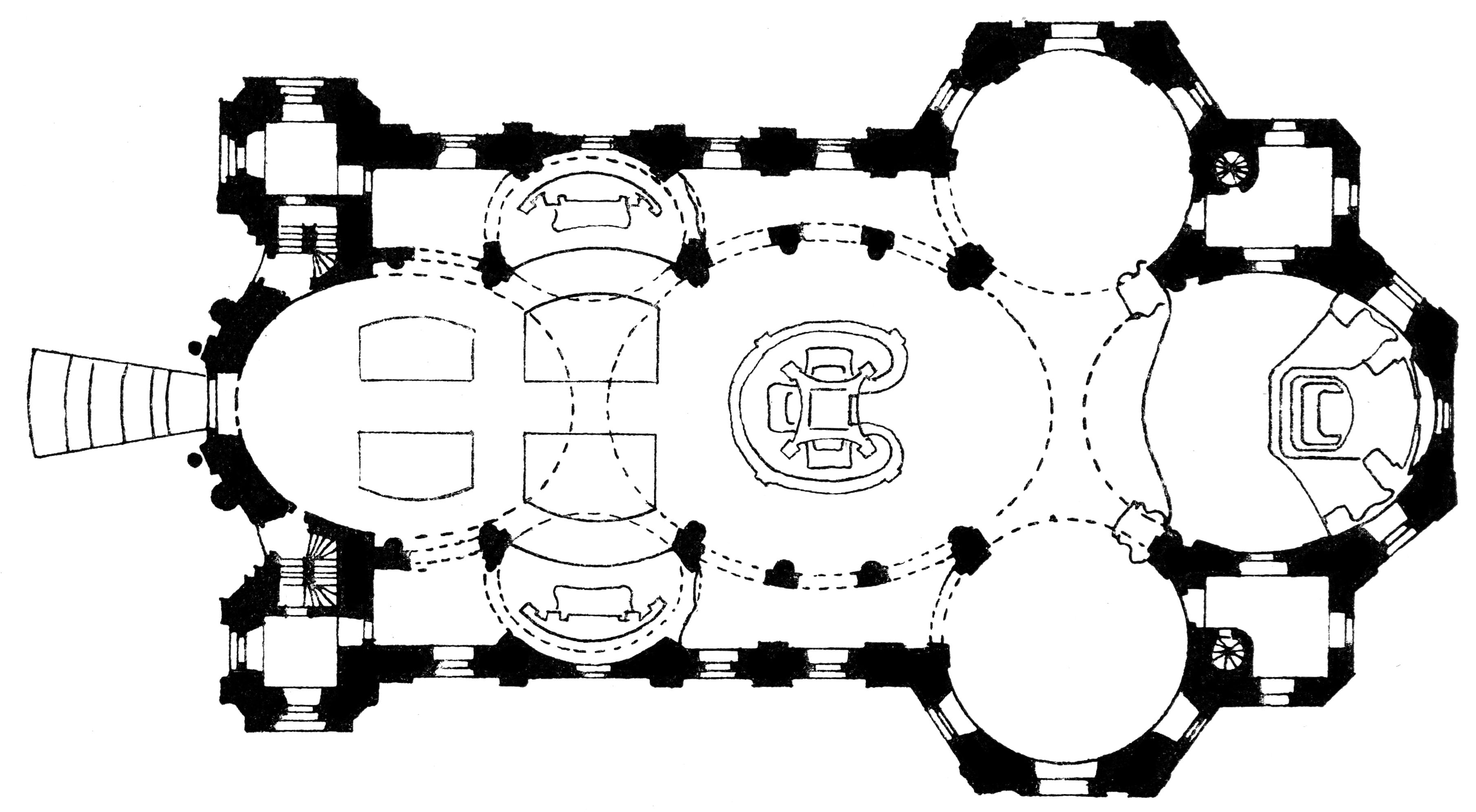
Planta de la basílica de Vierzehnheiligen

El abad Stefan Moesinger encargó la construcción de la iglesia al arquitecto Johann Balthasar Neumann, que dirigió la obra desde 1743 hasta su fallecimiento ocurrido en 1753. La iglesia se terminó en 1756 y el 14 de septiembre el obispo de Bamberg, Adam Friedrich von Seinsheim, la consagró. Después de la secularización de 1803, los frailes tuvieron que abandonar el monasterio. Las peregrinaciones, en esa época, también fueron prohibidas. En el curso de una revuelta, en 1835, los órganos y la carpintería de las dos torres fueron robados. En 1839 el Rey Luis I de Baviera restableció las peregrinaciones e hizo reconstruir la iglesia. En 1897, el Papa León XIII elevó la iglesia de Vierzehnheiligen a la categoría de basílica menor. Los trabajos de restauración fueron llevados a cabo durante todo el siglo XX.

## El altar mayor
En el altar mayor, de estilo rococó, están las estatuas de los catorce santos. Situado en el mismo lugar en el que el pastor Hermann tuvo las apariciones, está rodeado por un banco de comunión con forma de corazón cubierto con un baldaquino. Doce de los santos están dispuestos en tres pisos. Bárbara y Catalina están en las capillas laterales.

## Los santos
- San Acacio (8 de mayo), mártir, invocado contra los dolores de cabeza
- Santa Bárbara (4 de diciembre), virgen y mártir, invocada contra la fiebre y la muerte súbita
- San Blas (3 de febrero), obispo y mártir, invocado contra los dolores de garganta
- Santa Catalina de Alejandría (25 de noviembre), virgen y mártir, invocada contra la muerte súbita
- San Cristóbal (25 de julio), mártir, invocado contra la peste bubónica
- San Ciriaco (8 de agosto), diácono y mártir, invocado contra la tentación a la hora de la muerte
- San Dionisno (9 de octubre), obispo y mártir, invocado contra los dolores de cabeza
- San Erasmo (2 de junio), obispo y mártir, invocado contra las enfermedades intestinales
- San Eustaquio (20 de septiembre), mártir, invocado contra las disputas familiares
- San Jorge (23 de abril), soldado-mártir, invocado para conseguir la curación de los animales domésticos
- San Egidio o (Gil) (1 de septiembre), ermitaño y abad, invocado contra la peste, y para hacer una buena confesión
- Santa Margarita de Antioquía (20 de julio), virgen y mártir, invocada durante el parto
- San Pantaleón (27 de julio), Obispo y mártir, invocado por los médicos
- San Guy (15 de junio), mártir, invocado contra la epilepsia

## Galería de imágenes

Vierzehnheiligen
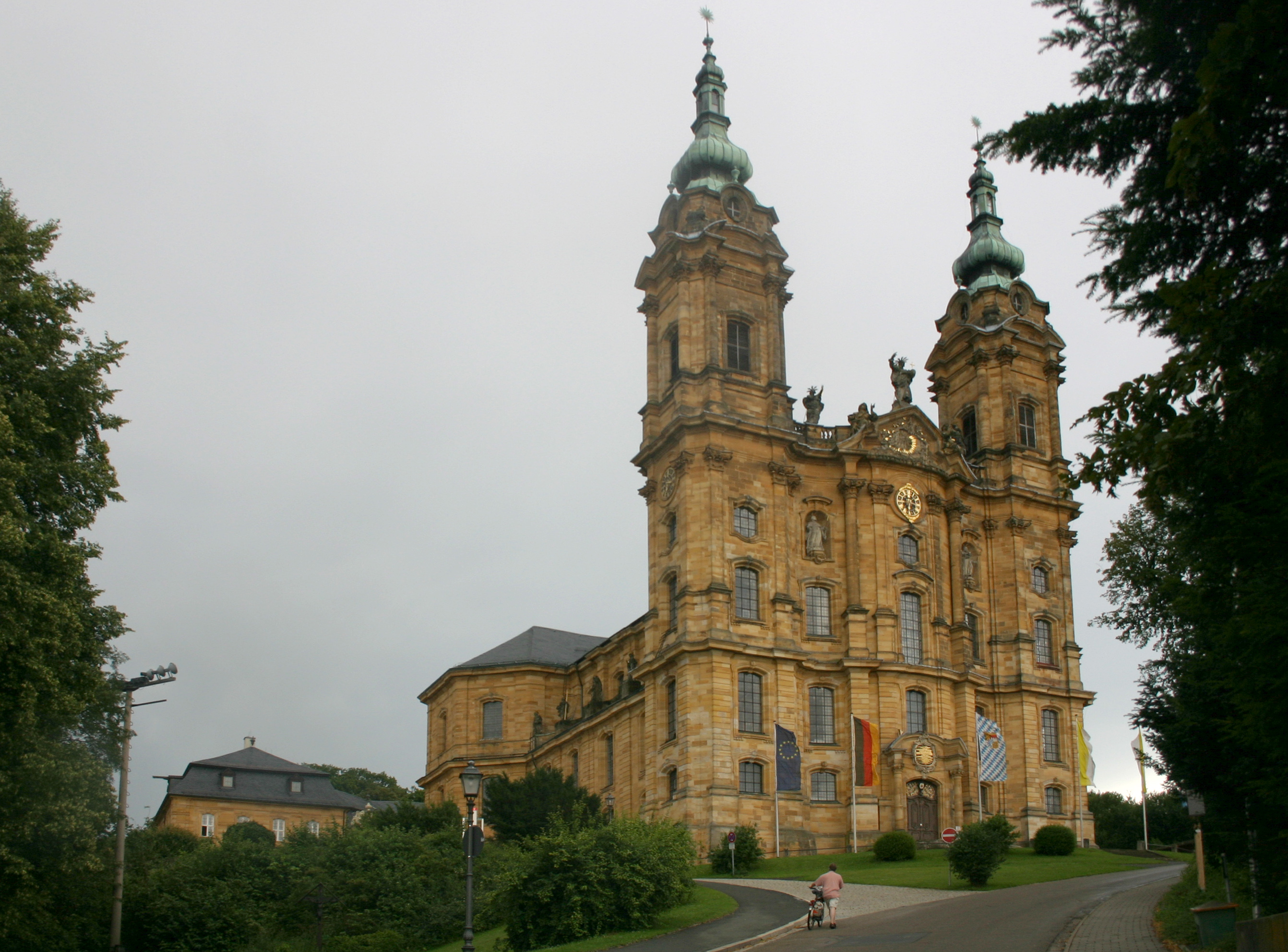
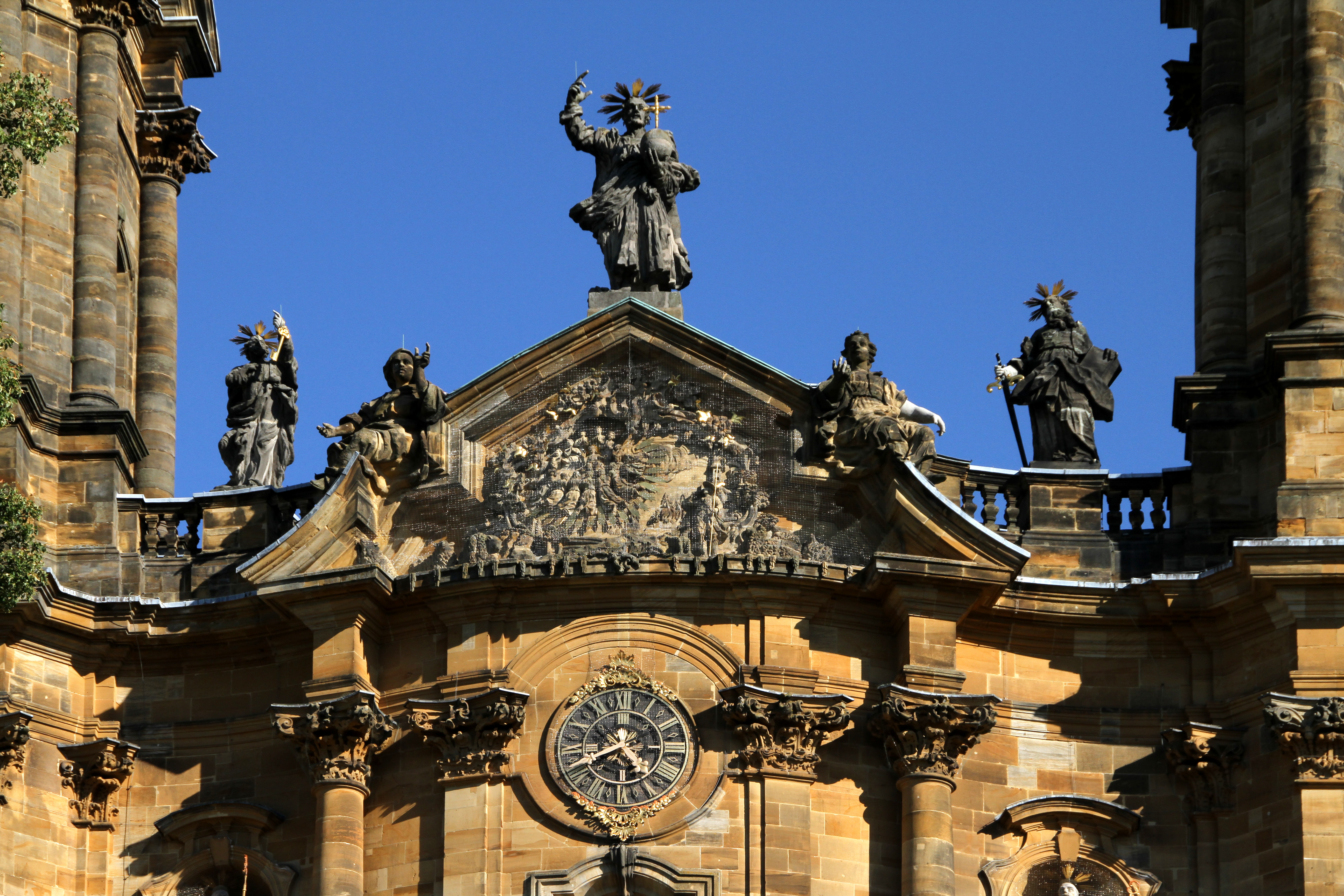
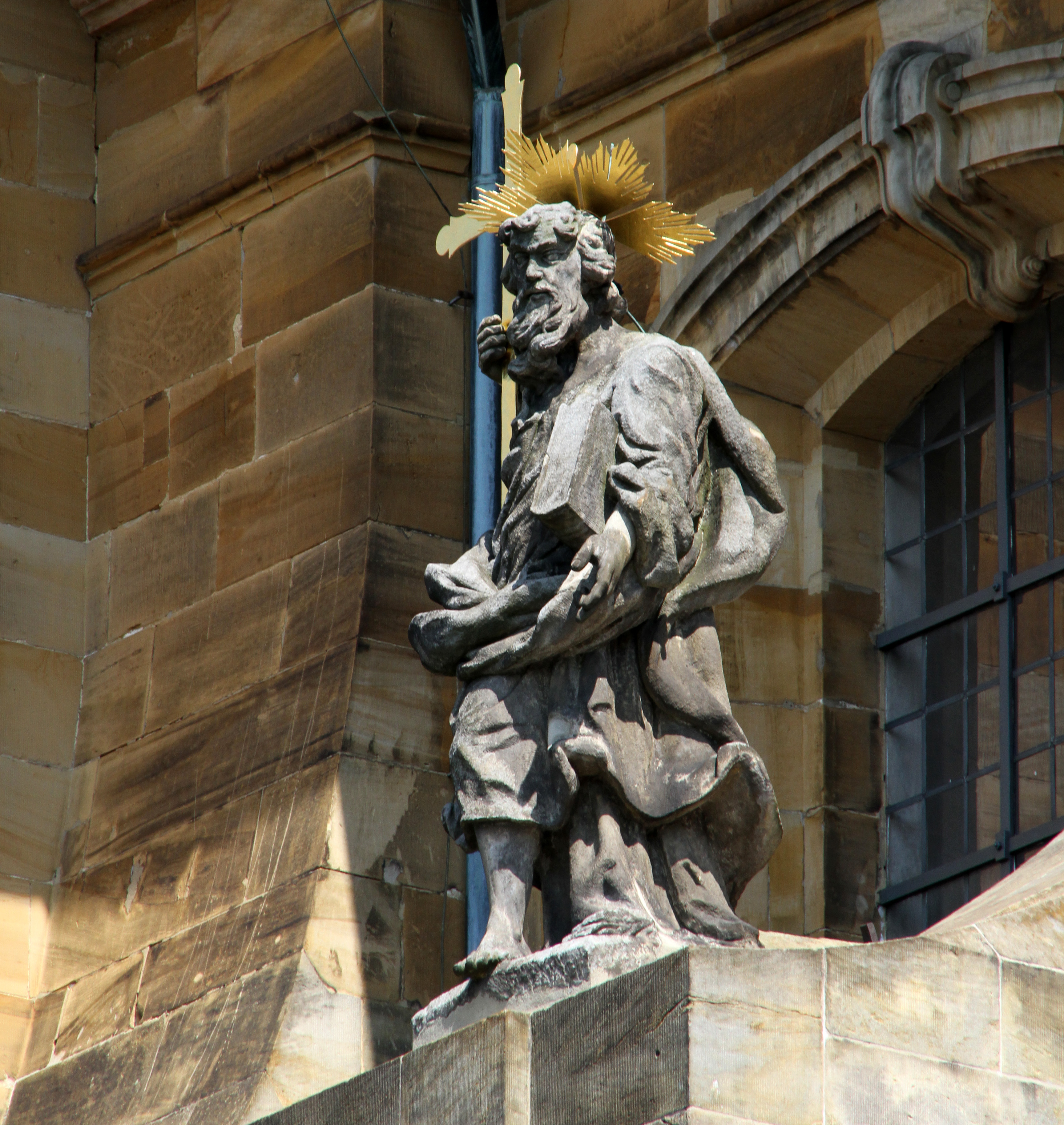
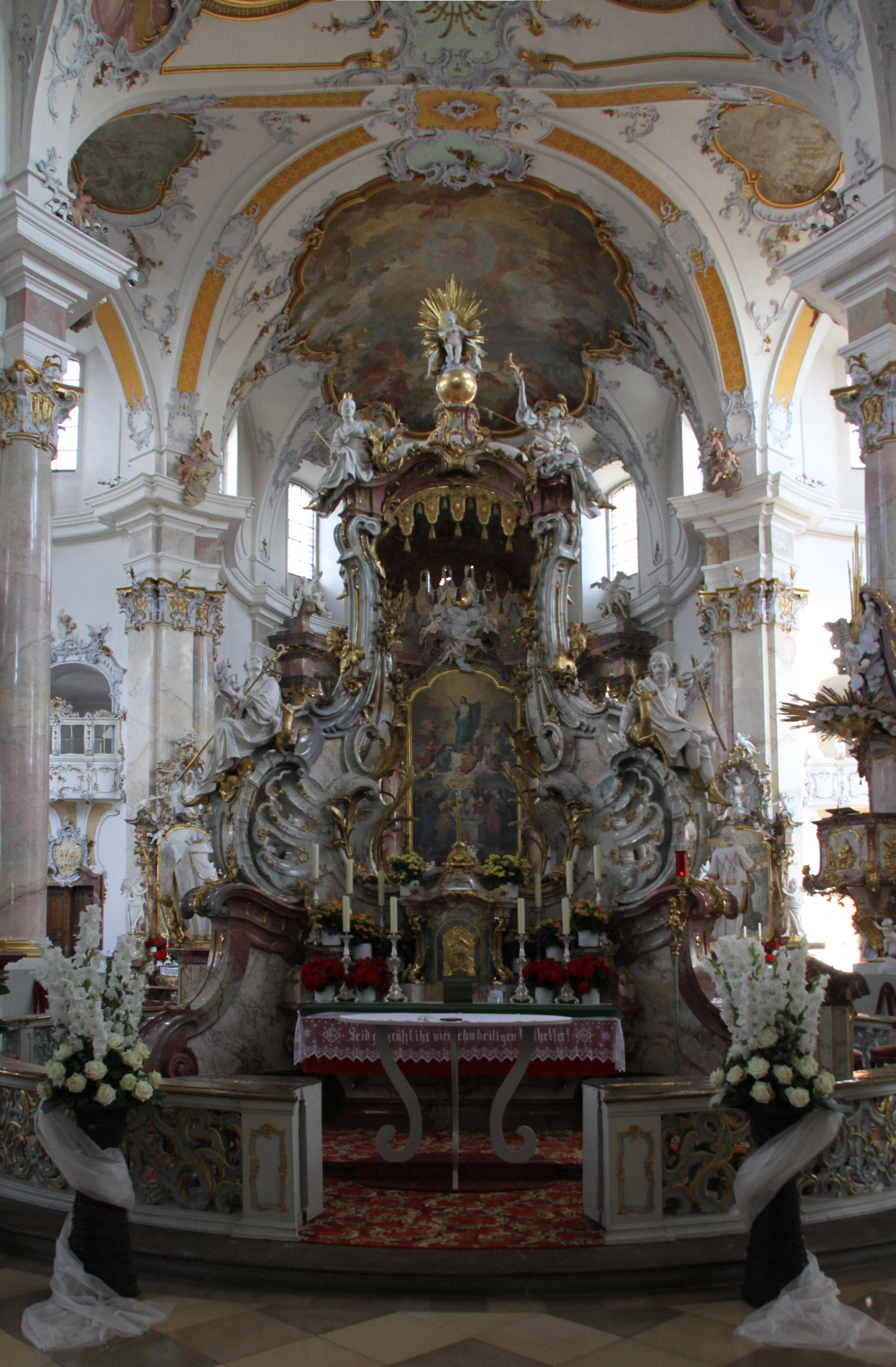
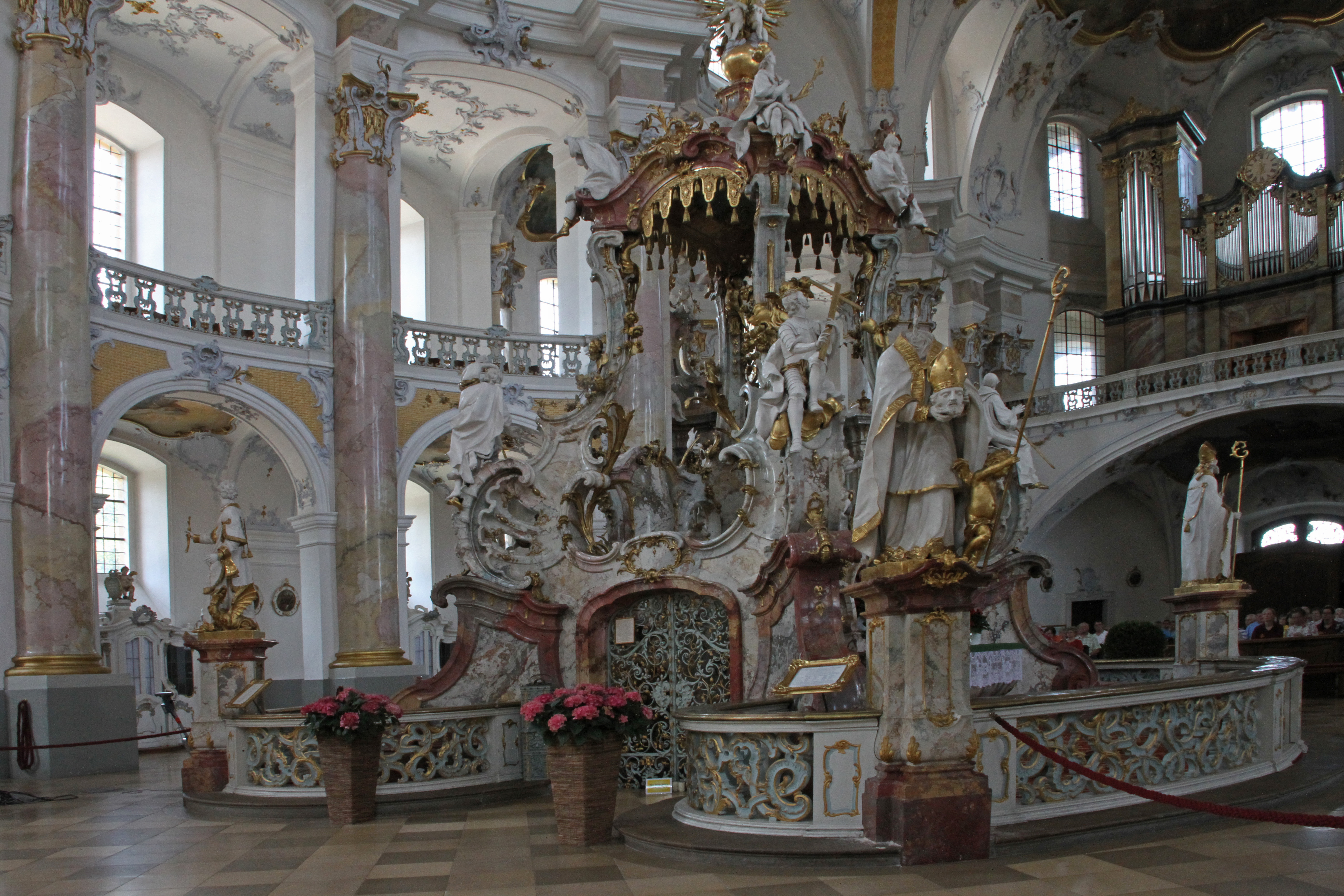
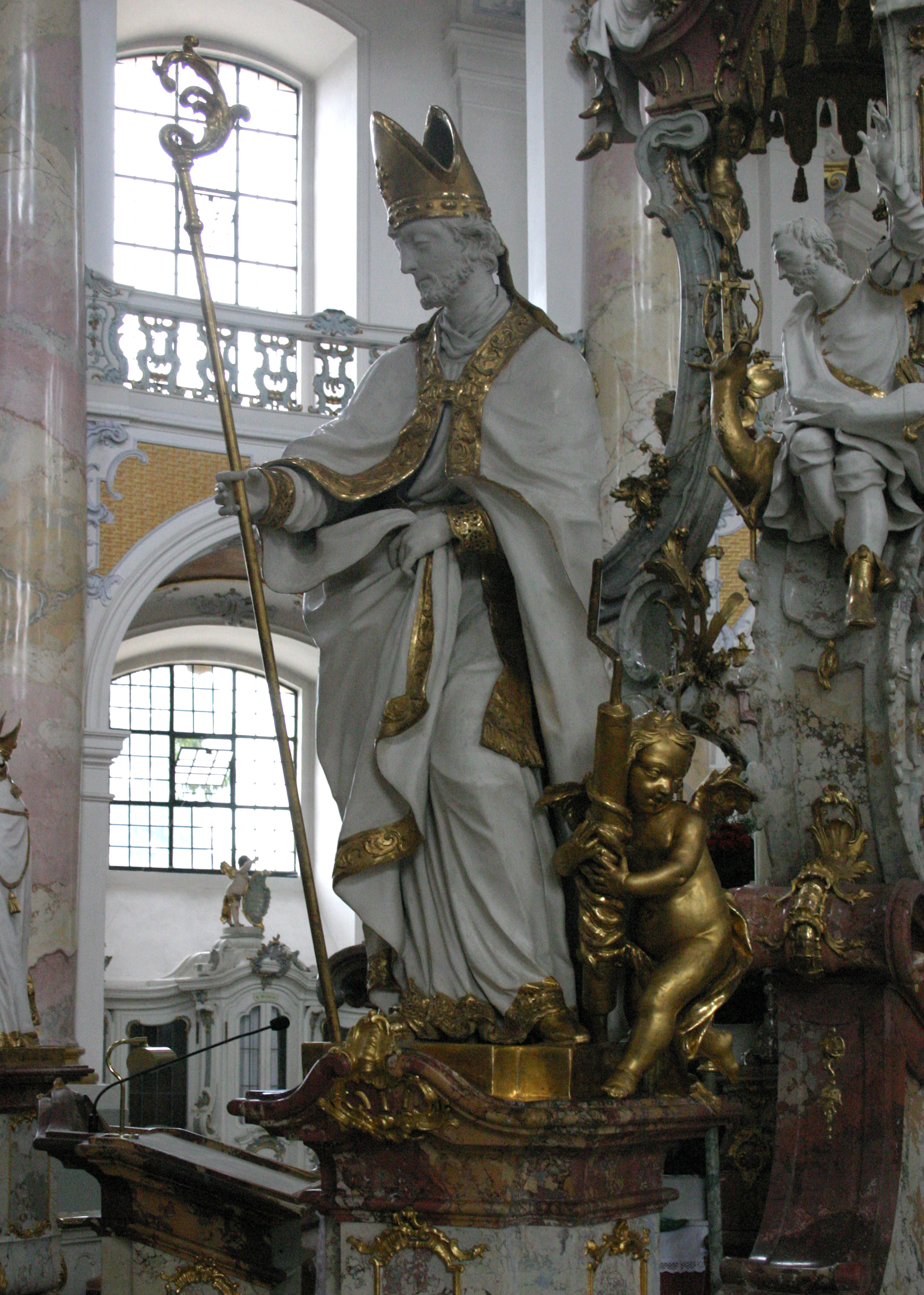
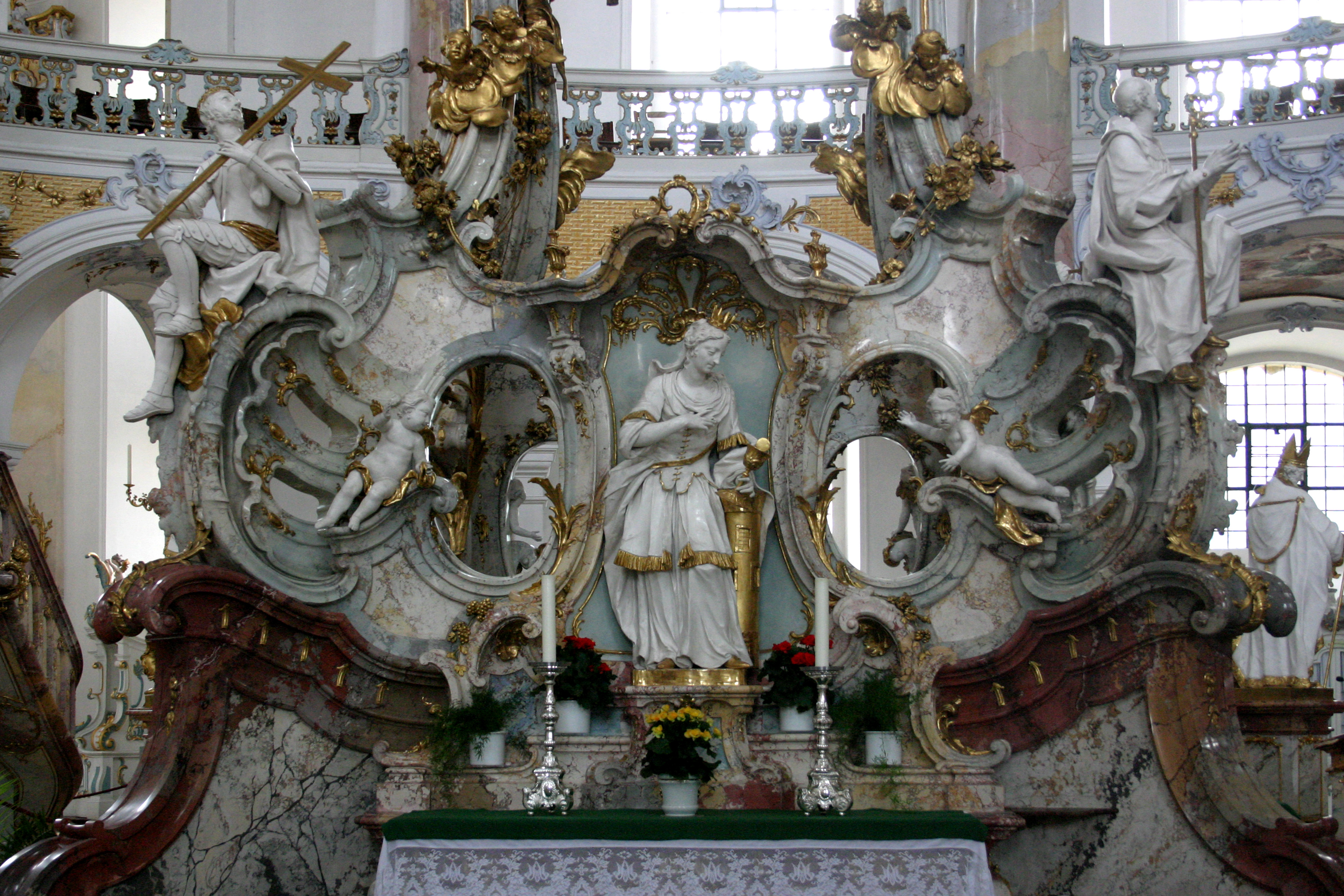
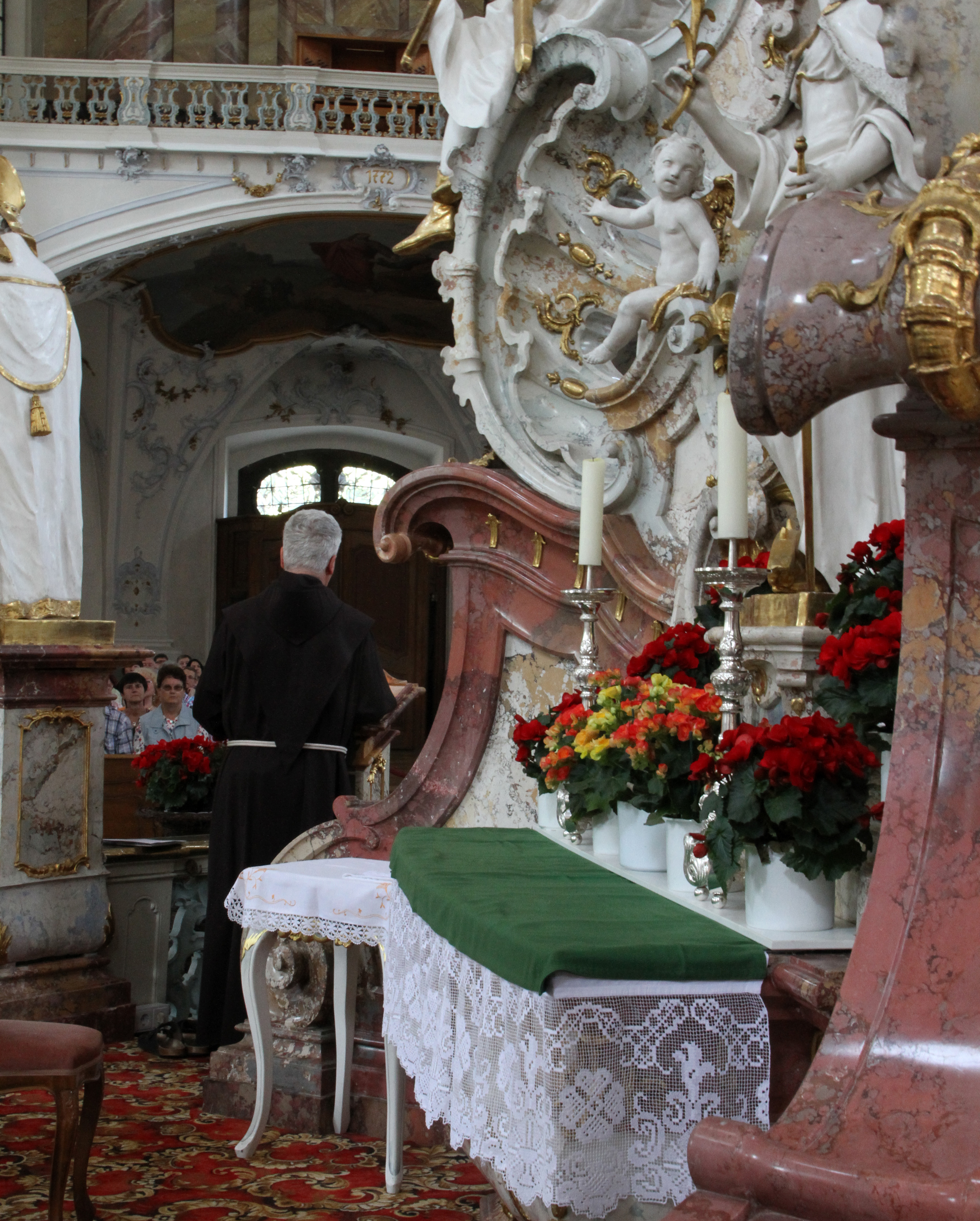
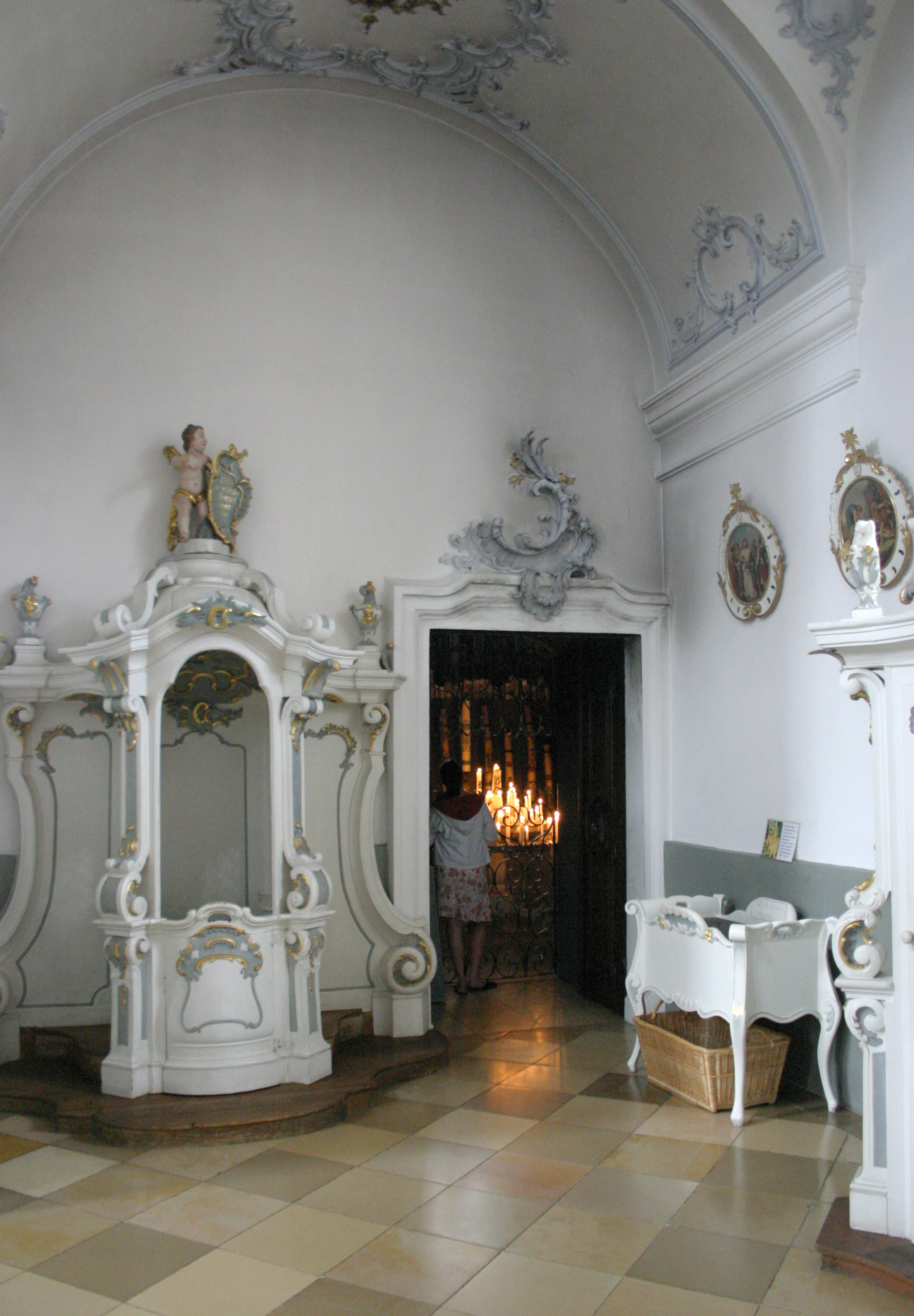